# 超级代表
超级代表（英語：superdelegate）是美国政治中的一个术语，指在美国总统初选期间无需选举即自动当选的民主党全国代表大会代表（約佔15%），他们可以根据自己的意愿进行投票，無需理會初選時選民的意願。与民主党不同，共和党本身并没有超级代表。不过共和党全国代表大会也包括了一些自动当选的代表，每州限最多三人。

## 民主黨
民主党的超级代表包括党的主要领袖（民主党历任总统、副总统、国会领袖及民主党全国委员会主席等）、民主党全国委员会成員、参议院与众议院所有民主党议员、民主党现任州长。此外，其他超级代表则在初选季选出。与各州初选时选出的宣誓代表（pledged delegate，或称为承诺代表）不同，超级代表在提名民主党总统候选人时可以完全按照自己的想法选择支持的候选人。也正因为超级代表的存在，民主党最终提名的总统候选人可能并不是在初选时获得多数普選票的候选人。例如2008年美國總統選舉，民主黨總統參選人希拉里·克林頓雖然在最終的普選票較巴拉克·歐巴馬略多，但因最終的黨代表數目不及歐巴馬，加上歐巴馬獲得部分超級代表支持，她在全部初選結束後宣布退選，支持歐巴馬。而在2016年美國總統選舉，民主黨總統參選人希拉里·克林頓在初選前已獲大部分超级代表支持，因而被另一參選人伯尼·桑德斯的支持者批評民主黨全國委員會及其他領導層通過超級代表控制初選結果。

## 共和黨
与民主党不同，共和党本身并没有超级代表。不过共和党全国代表大会也包括了一些自动当选的代表，每州限最多三人。虽然“超级代表”一词最初是用来指民主党的该类代表，但现在两党的这类代表都常被称为“超级代表”。